# 钦奎弗龙迪
钦奎弗龙迪（義大利語：Cinquefrondi）是意大利雷焦卡拉布里亚省的一个市镇。总面积29平方公里，人口6633人，人口密度228.7人/平方公里（2009年）。ISTAT代码为080027。